# Sulistrowicki Potok
Sulistrowicki Potok – potok górski, prawy dopływ Czarnej Wody o długości 14,06 km.
Potok płynie w Masywie Ślęży, na Przedgórzu Sudeckim w woj. dolnośląskim. Górny i środkowy odcinek potoku położony jest na terenie Ślężańskiego Parku Krajobrazowego. Źródła potoku usytuowane są na wschodnim podejściu przełęczy Tąpadła, na wysokości około 375 m n.p.m.
Potok w górnym biegu ma charakter potoku górskiego, płynie wartkim prądem w kierunku wschodnim, zalesioną doliną, między zboczami Raduni i Ślęży. Za miejscowością Sulistrowiczki potok w środkowym biegu wpływa na otwarty teren, którym wśród pól uprawnych i łąk płynie na wschód, przepływając przez Sulistrowice i Księginice Małe. W dolnym biegu w okolicy miejscowości Świątniki potok opuszcza Ślężański Park Krajobrazowy i, skręcając na północ, płynie Równiną Wrocławską przez Nasławice i Kunów, po czym uchodzi do Czarnej Wody na wysokości ok. 150 m n.p.m. Zasadniczy kierunek biegu potoku jest północno-wschodni. Dopływami potoku są strumienie i potoki bez nazwy, w większości mające źródła na wschodnim zboczu Masywu Ślęży.
Jest to potok odwadniający południowe i wschodnie zbocze Ślęży, północne zbocze Raduni i północno-zachodnie zbocze Wzgórz Oleszeńskich. W górnym biegu potok jest dziki, o kamienistym korycie z progami, w większości swojego biegu jest uregulowany. Na potoku w miejscowości Sulistrowice wybudowano zbiornik wodny "Sulistrowice" o przeznaczeniu rekreacyjnym.